# 아시아짧은꼬리땃쥐류
아시아짧은꼬리땃쥐류는 진무맹장목 땃쥐과의 아시아짧은꼬리땃쥐속(Blarinella) 포유류의 총칭이다.

## 특징
꼬리 길이 30~60mm를 제외한 몸길이가 60~82mm인 중형 설치류로 몸무게는 최대 15g이다.

## 분포
중국 중남부와 미얀마에 널리 분포한다.

## 하위 종
3종이 알려져 있다.
- 인도차이나짧은꼬리땃쥐 (Blarinella griselda)
- 아시아짧은꼬리땃쥐 (Blarinella quadraticauda)
- 버마짧은꼬리땃쥐 (Blarinella wardi)